# Journal de Merer

Le journal de Merer, également connu sous le nom de papyrus Jarf, est le nom donné à un journal de bord écrit vers 2560 avant notre ère, qui répertorie les activités quotidiennes des travailleurs ayant participé au transport de blocs de calcaire vers la pyramide de Khéops.
Le texte est découvert en 2013 par une mission française sous la direction de l'égyptologue Pierre Tallet. Elle met au jour un dépôt de papyrus. Ce sont les registres des équipes qui transportaient les pierres de la grande pyramide, le long du Nil jusqu’au site de Gizeh, pendant le règne de Khéops.
Il est trouvé enterré dans des grottes artificielles qui servaient à entreposer les bateaux à Ouadi el-Jarf, face au fort de Tell Ras Budran situé de l'autre côté du golfe de Suez sur la côte de la mer Rouge.
Les sections les mieux conservées (papyrus Jarf A et B) documentent le transport par bateau de blocs de calcaire blanc des carrières de Tourah à Gizeh.
Le journal de Merer est la première référence historique décrivant la vie quotidienne des personnes qui travaillent à la construction de la grande pyramide. L'archéologue égyptien Zahi Hawass décrit les textes comme « la plus grande découverte égyptienne du XXIe siècle ».
Outre Merer, quelques autres personnes sont mentionnées dans les fragments. Le plus important est Ânkhkhâf, (demi-frère du pharaon Khéops), connu par d'autres sources, qui aurait été prince et vizir sous Khéops et/ou Khéphren. Dans les papyri, il est appelé « noble » (Iry-pat) et surveillant de Ra-shi-Khufu. Ce dernier lieu était le port de Gizeh où, selon Tallet, les pierres de revêtement étaient transportées.

## Contenu
Le texte est écrit avec des hiéroglyphes et de l'écriture hiératique sur du papyrus. Le journal de Merer date de la 26e année du règne du pharaon Khéops. Le texte décrit sur plusieurs mois de travail le transport de calcaire de Tourah à Gizeh. Merer, inspecteur, est un officiel de rang intermédiaire et est responsable de l'apport des blocs de pierres des carrières de Tourah à la pyramide, alors en construction sur l'autre rive. Environ tous les dix jours, deux ou trois allers-retours sont effectués. Une quarantaine de marins travaillent sous ses ordres. La période couverte dans les papyrus s'étend de juillet à novembre.

### Papyrus Jarf A et B
Les papyrus les plus intacts décrivent plusieurs mois de travail pour le transport de pierres calcaires depuis les carrières de Tourah-Nord et Tourah-Sud jusqu'à Gizeh. Bien que le journal ne précise pas où les pierres devaient être utilisées ni dans quel but, étant donné que le journal peut dater de ce qui est largement considéré comme la toute fin du règne de Khéops, Pierre Tallet pense qu'elles étaient très probablement destinées au revêtement extérieur de la grande pyramide. Environ tous les dix jours, deux ou trois allers-retours étaient effectués, expédiant peut-être trente blocs de deux à trois tonnes chacun, soit deux-cents blocs par mois,. Une quarantaine de bateliers travaillaient sous les ordres de Merer. La période couverte par les papyri s'étend de juillet à novembre.

Les entrées des journaux de bord sont toutes disposées sur la même ligne. En haut, il y a un titre nommant le mois et la saison. En dessous, une ligne horizontale énumère les jours du mois. Sous les entrées pour les jours, il y a toujours deux colonnes verticales décrivant ce qui s'est passé ces jours-là (section B II) : 

« [Jour 1] Le directeur du 6, Idjeru, part pour Héliopolis en bateau de transport pour nous apporter de la nourriture d'Héliopolis pendant que l'élite est à Tourah,[Jour 2] L'inspecteur Merer passe la journée avec sa troupe à transporter des pierres à Tourah-Nord ; il passe la nuit à Tourah-Nord »

— Tallet : Les papyrus de la Mer Rouge, p. 150.
Le journal mentionne également le nom original de la grande pyramide : Akhet-Khufu, qui signifie « Horizon de Khéops ».

### Papyrus Jarf C
Ce papyrus relate la construction d'une « double djadja »[Quoi ?] dans le delta central.

### Papyrus Jarf D
Ce papyrus mentionne les travaux pour la résidence et le temple de la vallée de Khéops.

### Autres papyrus
Les autres papyrus (E et F) et les comptes associés (G à L et autres fragments) sont beaucoup plus fragmentaires et leur contenu n'a pas encore été déchiffré ni publié.